# Marco Schwarz
Marco Schwarz, född 16 augusti 1995 i Villach, är en österrikisk alpin skidåkare. Han tävlar i slalom och storslalom.
Schwarz gjorde sin världscupdebut i Levi, Finland i november 2014. Han slutade på tredje plats i slalom vid världscuptävlingen i Madonna di Campiglio i Italien den 22 december 2015.
Schwarz blev juniorvärldsmästare i super-G 2014 i Jasna. Dessutom har han tre guldmedaljer från olympiska vinterspelen för ungdomar 2012 i Innsbruck, vilka han tog i storslalom, alpin kombination och med Österrike i lagtävlingen.

### Fotnoter
1. ↑  ”Kristoffersen suverän i Madonna”. Göteborgsposten. 22 december 2015. Arkiverad från originalet den 23 december 2015. https://web.archive.org/web/20151223190628/https://www.gp.se/sport/1.2936574-kristoffersen-suveran-i-madonna. Läst 23 december 2015.